# Xcin Anywhere
Xcin Anywhere，簡稱XA，發展於1997年，是第一個使用後來被稱為「外掛」方式來解決X視窗系統下中文輸入問題的程式。這個程式使用LD_PRELOAD方式攔截使X視窗客戶端可以使用早期的Xcin來輸入中文。早期的Xcin使用了專屬的協定，軟體需要改寫並且重新編譯才能輸入中文。XA是第一個讓一般X視窗程式在不需改寫的方式下能輸入中文的方式。雖然許多的X視窗軟體為開放原始碼軟體，但一來由於重新編譯整個套件不是每個使用者都能做的事情，二來有許多重要的軟體如Netscape等無法修改原始碼。

## 歷史
XA+CV的作者是魏澤人，當初寫作此軟體的原因要打算要利用LyX來輸入中文寫作碩士論文。Xcin外掛方式的缺點是非標準，所以並不是所有程式都能穩定使用。但當時及往後數年中，支援XIM的程式相當少，所以就如同作者表示的，這種外掛方式是一個「權宜之計」。
後來的版本中，作者以相同的原理加入了中文顯示的功能，稱之為XA+CV。一些其它的外掛程式也以相同的原理加入了其它如手寫中文等的外掛功能。由於XA+CV的出現，使得在Linux上使用中文X視窗成為可能，往後數年中有不少商業或者免費的Linux套件採用相同的方式來解決中文問題。例如CLE v0.8p1（含）之前的版本。這種方式直到後來XIM及其它X視窗國際化標準成熟時才逐漸被淘汰。